# XX Festival Internacional de la Canción de Viña del Mar
El XX Festival de la Canción de Viña del Mar, o simplemente Festival de Viña del Mar 1979, se realizó del 7 al 12 de febrero de 1979 en el anfiteatro de la Quinta Vergara, en Viña del Mar, Chile. Fue transmitido por Televisión Nacional de Chile y animado por Antonio Vodanovic y coanimado por María Graciela Gómez.
Este fue el último festival en tener pasajes transmitidos en blanco y negro, quedando dicha etapa de la televisión chilena definitivamente en el pasado, dando paso al color.

## Curiosidades
- Recordado es el pequeño y casi imperceptible accidente que tuvo el cantante mexicano Pedro Vargas al tratar de sacar el micrófono del pedestal para interpretar «Solamente una vez». Al hacerlo, golpeó su boca con el micrófono, pero en un gesto de profesionalismo siguió adelante con su actuación.
- La vocalista del conjunto italiano Matia Bazar debió actuar sentada en una silla alta después de haber sufrido un accidente días antes de su presentación, lo que la mantuvo con un pie enyesado durante un tiempo.
- Debuta en Viña del Mar Paloma San Basilio, que regresó en 1983, 1986 y 2014.
- Ese año se registra el récord de la gaviota del público más rápida de la historia: tras la presentación de María Graciela Gómez del humorista Jorge Romero, Firulete, el público empezó a corear casi inmediatamente el trofeo para el humorista, la cual fue entregada virtualmente sin que el cómico hubiera siquiera empezado su show.
- Un momento recordado de dicho festival fue protagonizado por el cantautor argentino Alberto Cortez, quien, con motivo del duodécimo aniversario del fallecimiento de Violeta Parra, interpretó con un charango su tema «Gracias a la vida». Dicho acto fue tomado con ciertas represalias por parte las autoridades presentes en la Quinta Vergara, quienes se retiraron del sitio.[1]

## Artistas invitados
- Gigliola Cinquetti
- Tavares
- Matia Bazar
- Santa Esmeralda
- Nélida Lobato
- Maitén Montenegro
- Gloria Benavides
- Los Marismeños
- Frecuencia Mod
- Fernando Ubiergo
- Ricardo Cocciante
- José Vélez
- Ray Conniff
- Benito di Paula
- Alberto Cortez
- Jorge Romero, Firulete
- Carlos Helo
- Franco Simone
- Nydia Caro
- Paloma San Basilio
- Pedro Vargas
- Conjunto Malibu

## Jurado Internacional
- Fernando Ubiergo
- Bebu Silvetti
- Nydia Caro
- Luis Sigall
- Ricardo Cocciante
- Mariano Casanova
- Paloma San Basilio
- Morris Albert
- Pedro Vargas

## Competencia Internacional
- 1.er lugar:  España, A tu regreso a casa, escrita e interpretada por Braulio.
- 2.° lugar:  Argentina, María San Juan, de José Saavedra Muñoz, interpretada por él mismo bajo el nombre de Gogo Muñoz.
- 3.er lugar:  Chile, Promesas, escrita e interpretada por Juan Carlos Duque.
- Mejor intérprete nacional: Andrea Tessa,  Chile.
- Mejor intérprete extranjero:  Corea del Sur, Chum Hum Hi, Un hermoso día como hoy
- Mejor arreglo musical:  Estados Unidos, Javier Iturralde, Nunca cambies (interpretada por Donna Hightower)